# Вагал бурий
Вагал бурий (Stizorhina finschi) — вид горобцеподібних птахів родини дроздових (Turdidae). Мешкає в Західній Африці. Раніше вважався конспецифічним з рудим вагалом. Вид названий на честь німецького етнографа, орнітолога і мандрівника Отто Фінша.

## Опис
Довжина птаха становить 18-20 см, вага 33–44 г. Верхня частина тіла переважно бура, нижня частина тіла руда. Потилиця має сіруватий або оливковий відтінок. Хвіст темно-коричневий, крайні стернові пера білі. Щоки і горло бліді з сірим або рудуватим відтінком.

## Поширення і екологія
Бурі вагали мешкають в Гвінеї, Сьєрра-Леоне, Ліберії, Кот-д'Івуарі, Гані, Того, Беніні і Нігерії. Вони живуть в нижньому ярусі густих вологих тропічних лісів, часто паблизу струмків, в ярах або на болотах. Зустрічаються поодинці або парами, на висоті до 1500 м над рівнем моря. Під час сезону розмноження є дуже територіальними, протягом решти року приєднуються до змішаних зграй птахів. Живляться комахами.